# BAC Strikemaster
A BAC 167 Strikemaster brit sugárhajtású kiképző és könnyű támadó repülőgép. A Jet Provost T Mk 5 fegyveres változata. Erősebb hajtóművel, a szárnyak alatt felfüggesztési pontokkal, új kommunikációs és navigációs rendszerrel és javított katapultülésekkel szerelték fel. Az első felszállásra 1967-ben került sor. Elsősorban kiképző repülőgépnek tervezték, de Ecuadorban, Ománban és Jemenben harci alkalmazására is sor került. Összesen 164 darabot készítettek a repülőgépből, körülbelül 11 magántulajdonban lévő Strikemaster még mindig repül.

## Harci alkalmazása
- Az Ománi Királyi Légierő többször is alkalmazta a Strikemastereket a dhofari felkelésben, emlékezetes bevetésük a mirbati csatában volt.
- Az Ecuadori Légierő a Cenepa háború(1995) alatt perui szárazföldi állások ellen vetette be a repülőgépeket.

## Üzemeltető országok
- Botswana
- Ecuador
- Kenya
- Új-Zéland
- Omán
- Szaúd-Arábia
- Szingapúr
- Dél-Jemen
- Szudán